# 15 Bootis
15 Bootis, som är stjärnans Flamsteed-beteckning, är en dubbelstjärna i den sydvästra delen av stjärnbilden Björnvaktaren. Den har en kombinerad skenbar magnitud på ca 5,45 och är svagt synlig för blotta ögat där ljusföroreningar ej förekommer. Baserat på parallaxmätning inom Hipparcosuppdraget på ca 12,3 mas, beräknas den befinna sig på ett avstånd på ca 265 ljusår (ca 81 parsek) från solen. Stjärnan rör sig bort från solen med en heliocentrisk radiell hastighet av ca 17 km/s. Den har en relativt hög egenrörelse och rör sig över himlavalvet med en hastighet av 0,166 bågsekunder per år.

## Egenskaper
Primärstjärnan 15 Bootis A är en orange till gul jättestjärna av spektralklass K1 III, som anger att den ingår i röda klumpen och befinner sig på den horisontella grenen och genererar energi genom fusion av helium i dess kärna. Den har en massa som är ca 1,5 gånger solens massa, en radie som är ca 10 gånger större än solens och utsänder ca 61 gånger mera energi än solen från dess fotosfär vid en effektiv temperatur på ca 4 800 K.
Följeslagaren, 15 Bootis B, är en stjärna av magnitud +8,53 och var separerad från primärstjärnan med 0,80 bågsekunder vid en positionsvinkel på 111° år 2015. Detta är samma separering som den hade när stjärnparet upptäcktes 1936.